# Aryan Gholami

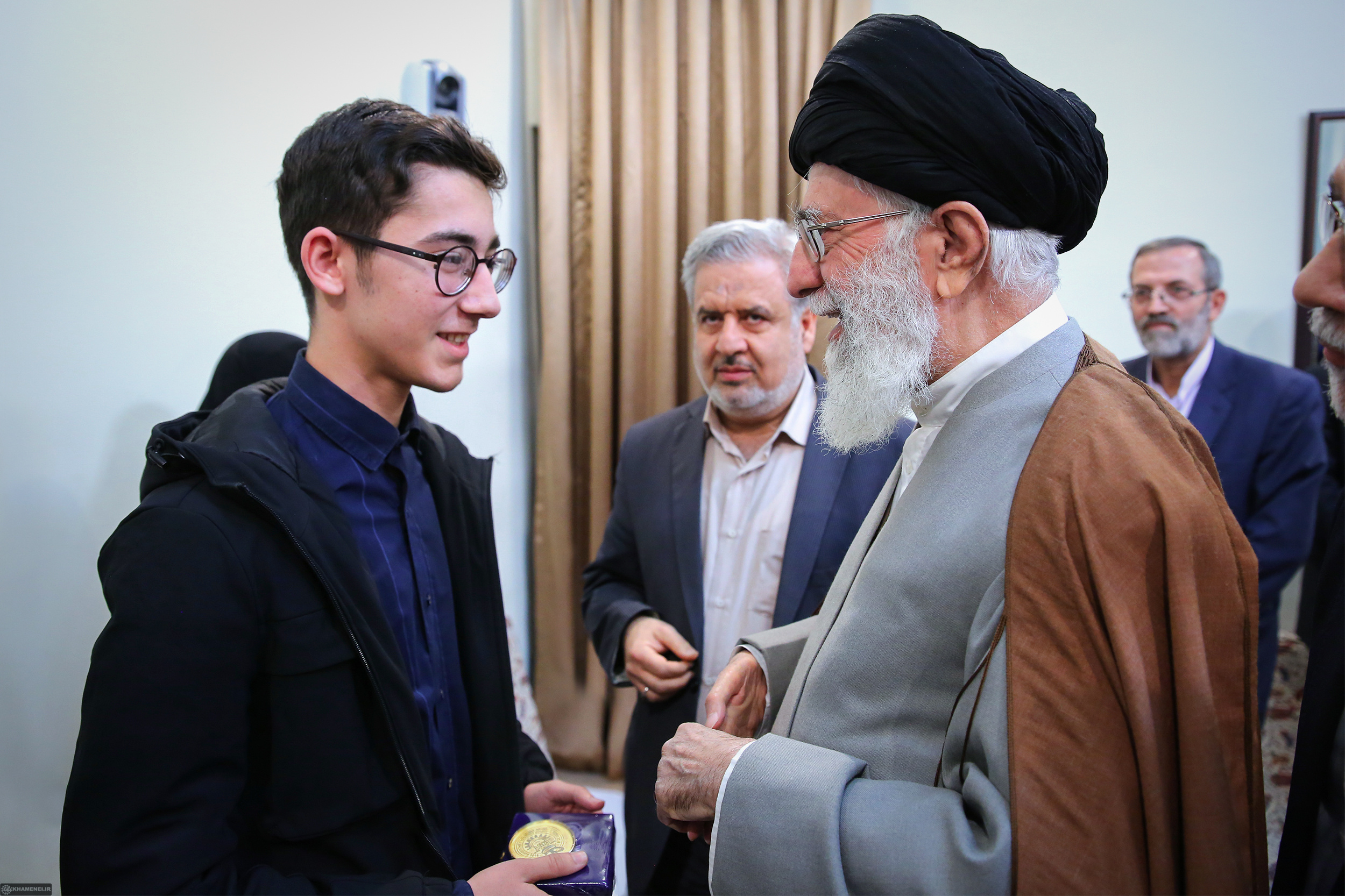
Mit Ali Chamenei, 2019

Aryan Gholami (persisch آرین غلامی; * 26. Juli 2001 in Qaem-Schahr) ist ein iranischer Schachspieler.

## Schachkarriere
Im Jahre 2009 gewann er die Jugendweltmeisterschaft U8 in Kemer. Im Oktober 2019 teilte Gholami bei der U18-Jugendweltmeisterschaft in Mumbai die Plätze 4–10 (nach Feinwertung 5. Platz) und erfüllte die dritte GM-Norm.
Im September 2006 wurde ihm der Titel Internationaler Meister (IM) verliehen, im Februar 2020 der Titel Großmeister (GM). Die Normen für seinen Großmeister-Titel erzielte er beim Rilton Cup 2018/19, in der türkischen 1. Liga 2019 sowie bei der Jugendweltmeisterschaft U18 2019.
| Hier fehlt eine Grafik, die leider im Moment aus technischen Gründen nicht angezeigt werden kann. Wir arbeiten daran! |